# Docks of San Francisco

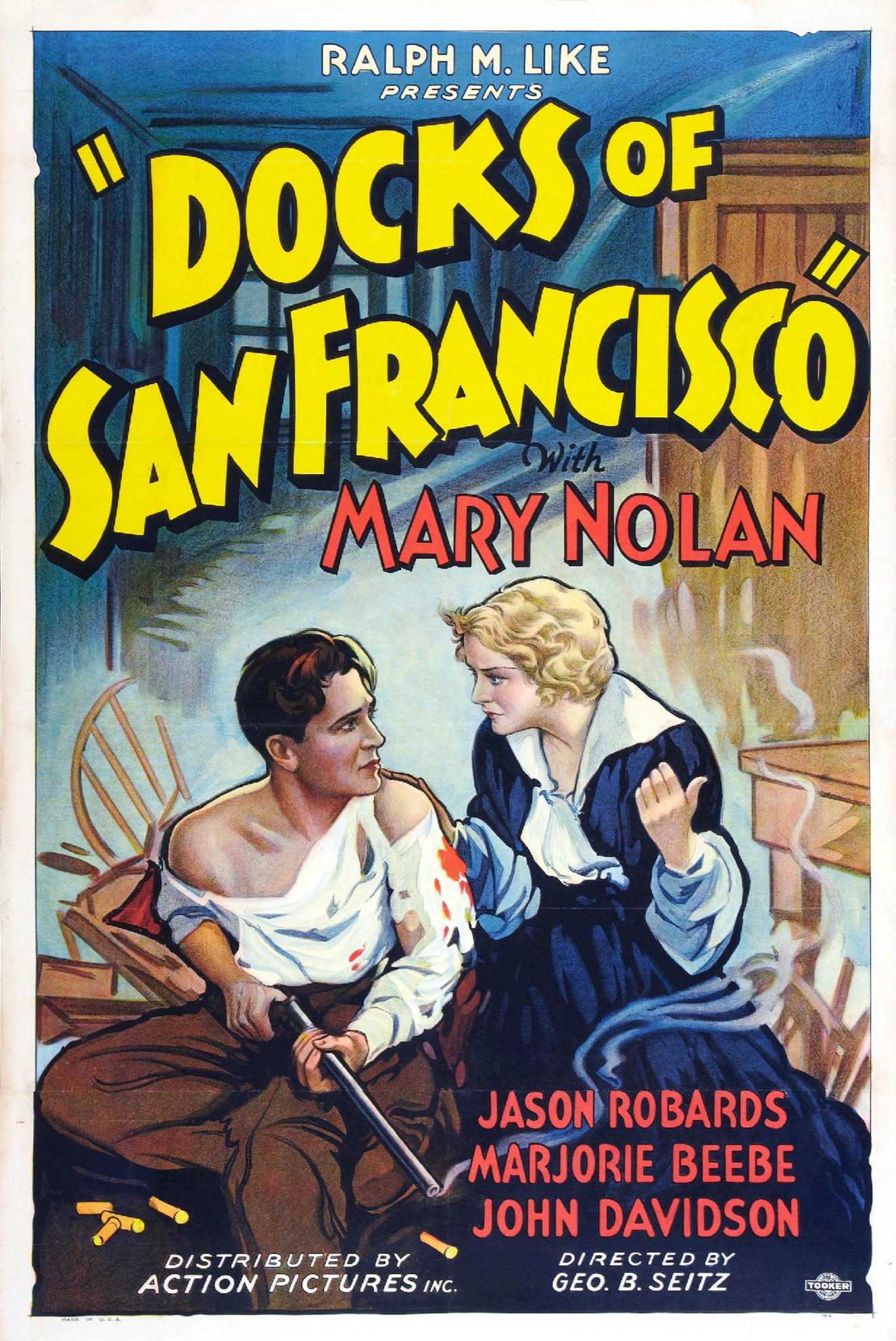
Affiche du film.

Docks of San Francisco est un film américain pré-Code réalisé par George B. Seitz et sorti en 1932.

## Synopsis
À San Francisco, une serveuse de café devient la maîtresse d'un gangster, mais un romancier décide de la sauver.

## Fiche technique
- Réalisation : George B. Seitz
- Scénario : H. H. Van Loan
- Producteurs : Ralph M. Like, Cliff P. Broughton
- Photographie : Edward Cronjager
- Montage : Ralph Dixon, Byron Robinson
- Genre : Drame, film de gangsters[1]
- Production : Action Pictures
- Distribution : Mayfair Pictures
- Durée : 64 minutes
- Date de sortie : 1er février 1932

## Distribution
- Mary Nolan : Belle
- Jason Robards Sr. : John Banning
- Marjorie Beebe : Rose Gillen
- John Davidson : Vance
- Max Davidson : Max Ranovich, le détective
- Arthur Millett : Rafferty , le chef de la Police
- Ernie Adams : Cookie
- Walter James : 	Phony Café Waiter
- George Chesebro : L'homme de main de Vance
- Hal Price :L'homme de main de Vance
- Charles McAvoy:	Policier
- Frank Meredith  : homme en civil
- Paul Panzer : serveur du café